# D'Vorah
D'Vorah (pronunciado «Devóra») es un personaje ficticio del universo de Mortal Kombat. Su primera aparición fue en Mortal Kombat X de 2015, como una villana secundaria.

## Biografía ficticia
D'Vorah pertenece a una raza de humanoides insectos llamados Kytinn, originarios de la isla de Árnyék, que fue conquistada por Shao Kahn y fusionada con el Mundo Exterior. Durante muchos años, D'Vorah sirvió a Shao Kahn, y cuando Kotal Kahn pasó a ser el Emperador del Mundo Exterior, D'Vorah pasó a servirle a él. De nuevo, D'Vorah sirvió al Kahn del Mundo Exterior, hasta que se cansó de Kotal Kahn y se alió en secreto con Quan Chi, que quería traer al mundo a Shinnok de nuevo. Para que Kotal Kahn no desconfiara de ella, D'Vorah ayudó a acabar con la rebelión de Mileena, asesinándola a ella y a Baraka. Cuando las Fuerzas Especiales, integradas por Cassie Cage, Jacqui Briggs, Takeda Takahashi y Kung Jin, descubrieron la ubicación del amuleto de Shinnok, D'Vorah los acompañó y lo robó para Shinnok, que regresó al mundo con el objetivo de destruirlo. Tiempo después, cuando Shinnok es derrotado por Cassie Cage y Johnny Cage, D'Vorah se esconde.
Dos años después, Kronika la recluta y le da su protección para que la ayude a revertir la línea de tiempo creada por Raiden corrupto. D'Vorah se reúne con los demás sirvientes de Kronika, Shao Kahn entre ellos, cuando este la ve la amenaza, ya que descubrió que ella asesinó a Mileena, pero Kronika la defiende.
D'Vorah trata de evitar que Jade rescate a Kotal Kahn cuando Shao Kahn lo iba a ejecutar, pero es vencida y Kotal Kahn es rescatado.
Cuando Hanzo Hasashi y Sub-Zero viajan a solicitar a Kharon que transporte a los guardianes de La Tierra hasta la fortaleza de Kronika, se encuentra con D'Vorah, torturando a Kharon, Scorpion salva a Kharon y se enfrenta a D'Vorah, pero es interrumpido por Scorpion del pasado, así que también pelea contra él. Cuando Hanzo le cuenta la verdad a Scorpion del pasado, este entra en razón y pelea contra D'Vorah, derrotándola y dejándola inválida.

## Apariciones en los juegos

### Mortal Kombat X
Interpretada por Kelly Hu en su idioma original y Magda Giner en el doblaje al español de América.

#### Variantes
- Madre de la Prole: D'Vorah lanza una larva en el campo de batalla, obstaculizando la movilidad de su oponente y permitiéndole a ella realizar ataques y combos con mayor facilidad.
- Reina del Enjambre: D'Vorah puede invocar insectos para realizar distintos tipos de habilidades especiales, como generar un tornado de insectos que hace elevar por los aires a su oponente o lanzar bombas insectos que explotan al contacto.
- Venenosa: En esta variante, los ataques básicos de D'Vorah inflingen daño adicional por veneno.

#### Final
El plan final de D'Vorah no era destruir a Shinnok, sino esclavizarlo. Le implantó larvas, sus crías, para que crecieran en su cuerpo. Los hijos de D'Vorah, que habían consumido el poder divino de su inmortal portador, eran diferentes de los demás Kytinn. A medida que maduraban, se extendieron como langostas por todos los reinos. Su ejército de superdrones Kytinn le trajo la gloria a D'Vorah, su amada reina... Y destrucción a los demás.

### Mortal Kombat 11
En esta entrega, Kelly Hu y Magda Giner repiten su papel en el idioma original y en el español de América respectivamente.

#### Movimientos especiales
- Luciérnagas: D'Vorah lanza un insecto volador como proyectil.
- Enjambre de tierra: D'Vorah lanza una sustancia viscosa verde de sus manos al suelo y una burbuja revienta, dañando al enemigo.
- Infestación: D'Vorah atrapa con sus ovopositores a un enemigo en pleno salto.
- Enjambre: D'Vorah dispara de su abdomen cientos de insectos pequeños a una corta distancia.
- Golpes de katipo: D'Vorah da la espalda a su oponente y lanza ráfagas de ataques con los ovopositores.
- Enjambre letal: Como habilidad pasiva, algunos ataques dejan avispas en el oponente.
- Superenjambre: Cuando D'Vorah es golpeada, un enjambre de avispas ataca al oponente.
- Sobrevuelo: D'Vorah puede volar sobre el campo de batalla.
- Insecto bomba de tiempo: D'Vorah lanza un insecto que explota al contacto.
- Beso de la viuda: D'Vorah se eleva fuera del escenario y cae sobre el oponente y le clava los ovopositores. Amplificándolo, al caer sobre él, lo enreda en telaraña.
- Escarabajo bombardero: D'Vorah lanza un escarabajo que recorre el suelo.
- Estrepsiptero: D'Vorah crea larvas que se convierten en avispas.
- Rabieta: D'Vorah salta y gira, atacando con sus ovopositores.
- Parásito: D'Vorah puede realizar más combos y ataques con los ovopositores.
- Insecto madre: Si D'Vorah pierde la partida, resucita como un insecto controlable con una pequeña porción de salud.

#### Fatal Blow
- Enchinchado: D'Vorah ataca con púas de sus brazos y sus ovopositores repetidas veces, luego da una patada giratoria al oponente que lo envía hacia arriba, donde D'Vorah llega volando para continuar apuñalándolo con los ovopositores y finalmente enviarlo al suelo de una patada.

#### Fatalities
- Nuevas especies: D'Vorah clava sus ovopositores en los hombros de su oponente para reducirlo, luego le escupe un líquido que contiene un huevo el cual consume rápidamente el cuerpo de su oponente hasta darle forma a un Insecto gigante que surge del cuerpo destrozado de la víctima.

- Inmortal: D'Vorah comienza a volar a baja altura y desde allí arroja un líquido pegajoso a las extremidades de su oponente para inmovilizarlo contra el suelo; luego usa sus ovopositores para arrancar por la fuerza medio torso de su víctima.

#### Friendship
- Me siento bella: D'Vorah envuelve su cuerpo en un capullo para después surgir con unas alas de mariposa y comenzar a revolotear por el escenario.

#### Final
“Alimaña.
Es el término humanoide para los Kytinn y nuestros compañeros insectoides. Con el Reloj de Arena, ésta podrá revisar la historia y desmentir ese mito.  Los humanoides viven para matar. Sin un enemigo en común contra quien luchar, se dividen, se destruyen entre ellos. Los insectoides vivimos para sobrevivir. Nada nos divide. Nos complementamos entre nosotros. Nadie mata a los suyos. Pregúntale a ésta, ¿Quiénes son las alimañas? Hora de que ésta escriba una historia más justa. Una en la que los molestos humanoides al fin ocupen el lugar que merecen... la tierra bajo nuestros pies.”